# Secretaria General d'Infraestructures
La Secretaria General d'Infraestructures és una secretaria general espanyola depenent de la Secretaria d'Estat d'Infraestructures, Transport i Habitatge del Ministeri de Foment d'Espanya.

## Titular
El Secretari General d'Infraestructures és el Delegat del Govern en les societats concessionàries d'autopistes nacionals de peatge i exerceix les funcions que a aquest òrgan atribueix l'ordenament vigent, sense perjudici de les competències que en l'àmbit de control economicofinancer corresponen a la Subsecretaria de Foment. Depèn directament del Delegat del Govern la Subdelegació del Govern en les Societats Concessionàries d'Autopistes Nacionals de Peatge, amb el nivell orgànic que es determini en la relació de llocs de treball.

## Funcions
L'article 3 del Reial decret 362/2017 li atorga les següents funcions:
- La direcció i coordinació de l'exercici de les competències de la Direcció general depenent de la Secretaria General, i la proposta i formulació dels seus objectius i plans d'actuació.
- El control de l'execució dels projectes d'inversió de les Direcció general i Unitats dependents de la Secretaria General amb vista a la consecució dels objectius fixats.
- L'assistència a la Secretaria d'Estat en la direcció estratègica, l'avaluació i el control dels resultats de l'activitat dels organismes i entitats adscrits a la mateixa, així com la supervisió dels programes d'actuació plurianual i de la gestió.
- La coordinació de les actuacions que acordi l'Administració en relació amb les concessions de carreteres, i la vigilància, inspecció i control tècnic i economicofinancer de les societats concessionàries, sense perjudici de les competències d'altres òrgans directius del Departament.
- L'impuls dels procediments de contractació i gestió.
- La realització d'estudis de caràcter prospectiu, economicofinancer i territorial, en matèria d'infraestructures ferroviàries.
- El seguiment dels plans i programes d'infraestructures de transport ferroviari del Departament.
- L'elaboració, seguiment, supervisió i control de la planificació d'infraestructures ferroviàries en la Xarxa Ferroviària d'Interès General i dels corresponents plans ferroviaris.
- L'elaboració, seguiment i control d'estudis informatius, avantprojectes i excepcionalment, projectes ferroviaris, l'elaboració de projectes de delimitació i utilització d'espais ferroviaris, així com l'elaboració dels avantprojectes de pressupost.
- Les actuacions expropiatòries en matèria d'infraestructures ferroviàries.
- La proposta i elaboració dels projectes de disposicions de caràcter general relatius a les infraestructures ferroviàries i a les competències de la Secretaria General en matèria ferroviària.
- La representació del Ministeri de Foment en els organismes internacionals i de la Unió Europea relacionats amb les infraestructures ferroviàries i la participació en els òrgans de coordinació i gestió dels corredors ferroviaris europeus, sense perjudici de les competències d'altres òrgans del Departament.
- La preparació i seguiment de protocols, acords i convenis sobre actuacions concertades amb altres administracions públiques en matèria d'infraestructures ferroviàries, així com la coordinació i cooperació amb altres òrgans administratius, entitats públiques i administracions en matèria ferroviària.
- El control i seguiment de l'execució pressupostària i dels convenis amb els administradors d'infraestructures prevists en l'article 25 de la Llei 38/2015, de 29 de setembre, del sector ferroviari.

## Estructura orgànica
De la Secretaria General depenen els òrgans directius següents:
- La Direcció general de Carreteres.
- El Gabinet Tècnic de la Secretaria General.
- La Divisió d'Expropiacions Ferroviàries.
- Subdirecció General de Planificació Ferroviària.

### Organismes adscrits
- Societat Estatal d'Infraestructures del Transport Terrestre S.A.
- Agència Estatal de Seguretat Ferroviària.

## Llista de secretaris generals
- José Javier Izquierdo Roncero (2018-)[3]
- Manuel Niño González (2013-2018)
- Gonzalo Jorge Ferre Moltó (2012-2013)
- José Damián Santiago Martín (2011-2012)
- Inmaculada Rodríguez-Piñero Fernández (2009-2011)
- José Damián Santiago Martín (2008-2009)
- Josefina Cruz Villalón (2005-2008)
- Antonio Monfort Bernat (2004-2005)